# Дубовка (Ростовская область)
Дубо́вка — село в Целинском районе Ростовской области.
Входит в состав Юловского сельского поселения.

## Население
| 2010 |
| ---- |
| 54   |

## Улицы
В селе имеется одна улица — Терновая.